# 庫樓八
库楼八（半人马座iota，iota Cen）是半人马座的一颗恒星，为A型主序矮星，视星等+2.75，距离地球约131.7光年。